# Hospital Infantil Universitario de San José
El Hospital Infantil Universitario de San José es un hospital universitario privado de cuarto nivel, ubicado en el barrio Modelo Norte de Bogotá, Colombia. Se especializa en la atención materno-infantil y de trauma, combinando asistencia de alta complejidad con docencia e investigación. Fue acreditado en salud por el ICONTEC en 2013 y ratificado como «Hospital Universitario» por el Ministerio de Salud en 2016, y en 2021 ocupó el puesto 45 en el «Ranking de los mejores hospitales de América Latina» de la revista América Economía.

## Historia

### Respuesta a la pandemia y logros recientes (2020-2025)
- 2020: La Alcaldía de Bogotá reconoció su gestión durante la pandemia de COVID-19.[4]
- 2021: Renovó el certificado de responsabilidad social y recibió el «Sello de Bioseguridad» de Fenalco Solidario.[5]
- 2022: La Secretaría Distrital de Salud la distinguió como IPS tutora de tres entidades dentro de la estrategia «Ruta de Mejoramiento Continuo».[6]
- 2023: Renovó por tercera vez su certificación de responsabilidad social.[1]
- 2025: Fenalco Solidario volvió a renovar el Certificado en Responsabilidad Social, ubicándola en la etapa de «Estado Ideal» con 92,61 % en el DiagnosticaRSE.[7]

## Premios y reconocimientos destacados
Acreditación y calidad
- Acreditación en Salud ICONTEC (2013, 2017).[2]
- Reconocimiento oficial como Hospital Universitario (Minsalud, 2016).[2]

Responsabilidad social y sostenibilidad
- Certificado Fenalco Solidario en Responsabilidad Social (2018, 2021, 2025).[1][5][7]

Gestión clínica y rankings
- Puesto 45 en el Ranking de los Mejores Hospitales de América Latina (2021).[3]
- Primer lugar nacional en gestión del riesgo de leucemia mieloide aguda pediátrica (CAC, 2021).[8]